# Eduardo Manglés
Eduardo Manglés (ur. 7 listopada 1975) – wenezuelski judoka. Olimpijczyk z Sydney 2000, gdzie odpadł w eliminacjach w wadze lekkiej.
Uczestnik mistrzostw świata w 1997 i 1999. Startował w Pucharze Świata w 2000. Wicemistrz igrzysk Ameryki Południowej w 1998. Triumfator mistrzostw panamerykańskich w 1999 i drugi w 1998 roku.
Jego brat Hermágoras Manglés, także był judoką i olimpijczykiem z tych samych igrzysk. 

## Letnie Igrzyska Olimpijskie 2000
| Konkurencja | Eliminacje                | Klas. końcowa |
| Konkurencja | Przeciwnik I              | Miejsce       |
| ----------- | ------------------------- | ------------- |
| 73 kg       | Michel de Almeida (POR) P | 1 runda       |